# まさか
「まさか」は、日本の女性アイドル・河西智美の楽曲。楽曲は秋元康により作詞、依光輝久により作曲されている。河西が所属していた女性アイドルグループ・AKB48からのソロデビューシングルとして、2012年12月26日に日本クラウン（CROWN GOLDレーベル）から発売された。
AKB48メンバーのソロデビューとしては、板野友美・前田敦子・岩佐美咲・渡辺麻友・指原莉乃・松井咲子に続き、7人目となる。2012年春季に日本中央競馬会（JRA）主催で開催された『AKB48のガチ馬』を優勝したことを契機に手に入れた『河西ソロプロジェクト』の一つである。
楽曲のシングルCDは、Type-A、Type-B、Type-Cの3種類がリリースされた。Type-A、Type-Bの2種類にはそれぞれ収録内容の異なるDVDが付属している。CDの収録曲およびジャケットは3種類それぞれで異なっている。特典として、Type-A、Type-B両者の初回生産分にはイベント参加応募券、オリジナル生写真（全5種のうちランダムで1種）、W購入者応募券の3点が封入されている。このうち「W購入者応募券」は2013年2月に発売予定であった河西の初となる写真集をシングルとともに購入して使用可能になるものであったが、写真集の発売が中止になったため、単独で使用できる応募券となった（投函すると抽選でオリジナルグッズセットがプレゼントされた）。Type-Cの初回生産分には握手会参加券が封入されている。
キャッチコピーは「とも〜み、僕を困らせるな！」。
「まさか」は、2012年11月25日、東京都府中市の東京競馬場5回8日目競走（第32回ジャパンカップなど11競走を施行）終了後にパドックで開催されたソロデビューイベントにおいて初披露された。
また、カップリング曲のうち、「私のヒカリ」は河西自身が作詞したものであり、AKB48の姉妹ユニットまたはソロの楽曲をAKB48のメンバーが作詞するのは、板野友美・北原里英・指原莉乃に続いて、4人目となる。

## イベント
開催されるイベントは、5種類である。
発売日当日の2012年12月26日には、タワーレコード購入者限定で、「特典生写真お渡し会」が開催されたほか、同日の別時間・別場所では「CDお渡し会」が開催された。
このほか、本作のType-A/B初回生産分の購入者に対して、封入されている応募券で、2種類のイベントのいずれかに応募・抽選で参加できる。
- 2013年2月16日開催予定 「スペシャルLIVE+ハイタッチ会」
- 2013年3月上旬開催予定 「プレミアム・バスツアー〜とも〜み、まさかのバスガイド！？〜」

さらに、Type-Cの初回生産分には、全国握手会の参加券が封入されている。当該握手会は2013年1月12日に大阪地区、同月13日に名古屋地区、同月19日と2月17日に東京地区でそれぞれ開催する予定である。

## シングル収録トラック

### Type-A
| #  | タイトル                       | 作詞     | 作曲     | 編曲                 | 時間 |
| -- | ------------------------------ | -------- | -------- | -------------------- | ---- |
| 1. | 「まさか」                     | 秋元康   | 依光輝久 | 増田武史             | 4:50 |
| 2. | 「私のヒカリ」                 | 河西智美 | Sungho   | Sungho               | 4:25 |
| 3. | 「抱きしめられたら」           | 秋元康   | 近藤薫   | 近藤薫、富岡ヒロミチ | 5:12 |
| 4. | 「まさか off vocal」           |          |          |                      |      |
| 5. | 「私のヒカリ off vocal」       |          |          |                      |      |
| 6. | 「抱きしめられたら off vocal」 |          |          |                      |      |

| #  | タイトル                           | 作詞 | 作曲・編曲 |
| -- | ---------------------------------- | ---- | ---------- |
| 1. | 「まさか Music Video」             |      |            |
| 2. | 「河西智美ソロデビュー記念ライブ」 |      |            |
| 3. | 「1st ソロ写真集メイキング」       |      |            |

### Type-B
| #  | タイトル                   | 作詞     | 作曲     | 編曲           | 時間 |
| -- | -------------------------- | -------- | -------- | -------------- | ---- |
| 1. | 「まさか」                 | 秋元康   | 依光輝久 | 増田武史       |      |
| 2. | 「私のヒカリ」             | 河西智美 | Sungho   | Sungho         |      |
| 3. | 「キャンディー」           | 秋元康   | 川崎里実 | 野中“まさ”雄一 | 4:30 |
| 4. | 「まさか off vocal」       |          |          |                |      |
| 5. | 「私のヒカリ off vocal」   |          |          |                |      |
| 6. | 「キャンディー off vocal」 |          |          |                |      |

| #  | タイトル                          | 作詞 | 作曲・編曲 |
| -- | --------------------------------- | ---- | ---------- |
| 1. | 「まさか Music Video」            |      |            |
| 2. | 「河西智美の軌跡」                |      |            |
| 3. | 「まさか Music Video メイキング」 |      |            |

### Type-C
| #  | タイトル                       | 作詞     | 作曲     | 編曲                 |
| -- | ------------------------------ | -------- | -------- | -------------------- |
| 1. | 「まさか」                     | 秋元康   | 依光輝久 | 増田武史             |
| 2. | 「私のヒカリ」                 | 河西智美 | Sungho   | Sungho               |
| 3. | 「抱きしめられたら」           | 秋元康   | 近藤薫   | 近藤薫、富岡ヒロミチ |
| 4. | 「キャンディー」               | 秋元康   | 川崎里実 | 野中“まさ”雄一       |
| 5. | 「まさか off vocal」           |          |          |                      |
| 6. | 「私のヒカリ off vocal」       |          |          |                      |
| 7. | 「抱きしめられたら off vocal」 |          |          |                      |
| 8. | 「キャンディー off vocal」     |          |          |                      |